# Lira biafrana
La lira biafrana fu la valuta utilizzata dal 1967 al 1970 dalla repubblica del Biafra, stato secessionista della Nigeria. Le prime banconote ad essere emesse furono quelle da 5 scellini e da 1 lira, nel 1967. Successivamente, nel 1969, furono emesse le monete da 3 e 6 pence e da 1 e 2,5 scellini, coniate tutte in alluminio. Nel 1968 fu stampata una seconda serie di banconote dal valore di 5 e 10 scellini e di 1, 5 e 10 lire.